# Cercopithecus neglectus
Cercopithecus neglectus é um Macaco do Velho Mundo endêmico de áreas alagadas da África Central. É um dos primatas africanos de distribuição geográfica mais ampla em florestas.

## Etimologia
Localmente é conhecido por "macaco-do-pântano".

## Descrição
Possui coloração cinza com as costas de cor avermelhada, membros e cauda pretos e dorso de cor branca. Possui uma listra branca nas coxas, e marcas laranjas aparecem na testa. As pálpebras são brancas, assim como a barba e o focinho. Devido a sua aparência distinta, é referido, muitas vezes, em inglês, como "Ayatollah monkey", pois possui barba parecida com do Aiatolá Ruhollah Khomeini. Ambos os sexos possuem bolsas nas bochechas para carregar comida enquanto forrageiam, e machos possuem o escroto azul.
É uma espécie sexualmente dimórfica: machos pesam cerca de 7 kg, enquanto fêmeas pesam até 4kg.

## Distribuição geográfica e habitat
Habita pântanos, florestas de bambu, e florestas secas de Angola, Camarões, República Centro-Africana, República do Congo, República Democrática do Congo, Guiné Equatorial, Etiópia, Gabão, Quênia, Sudão e Uganda. São principalmente arborícolas.

## Comportamento e ecologia

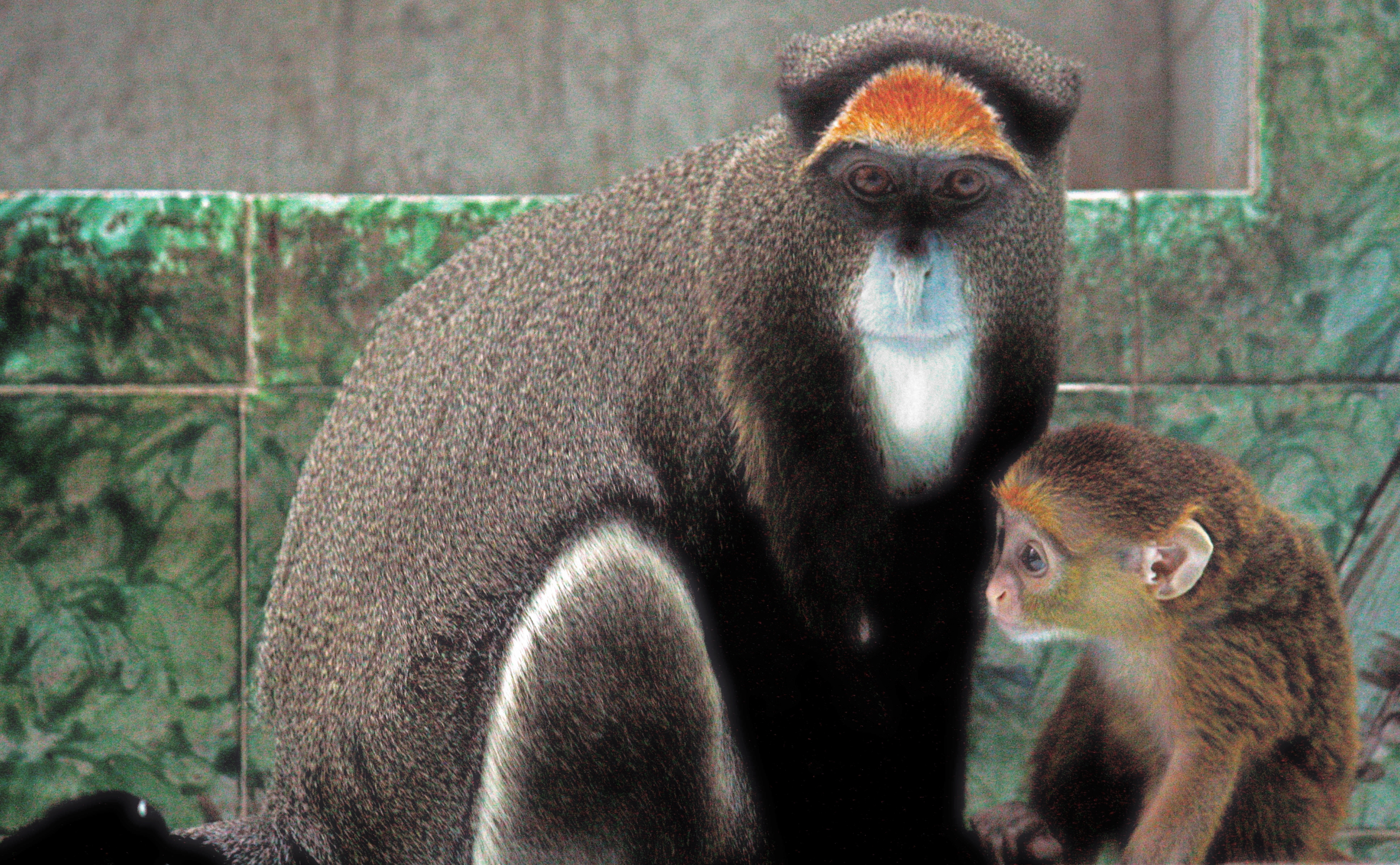
Mother with young

Não existem estudos da espécie em liberdade, mas pensa-se que corresponde aos outros membros do gênero Cercopithecus, que vivem até 30 anos em cativeiro. É um primata territorial, que vive em pequenos grupos sociais. Existe uma hierarquia, com um macho dominante.
Possuem predadores como o leopardo, o chimpanzé-comum e seres humanos.